# Chiukepo Msowoya
 Chiukepo Msowoya  (n. Karonga, 23 de septiembre de 1988) es un futbolista malauí que juega en la demarcación de delantero y su actual equipo es el Mighty Wanderers FC.

## Selección nacional
Ha sido internacional con la selección de fútbol de Malaui en varias ocasiones
| Detalle                       | Goles |
| ----------------------------- | ----- |
| Eliminatorias al Mundial 2010 | 6     |

## Participaciones internacionales
| Mundial                        | Sede   | Resultado    |
| ------------------------------ | ------ | ------------ |
| Copa Africana de Naciones 2010 | Angola | Primera fase |

## Clubes
| Club                               | País       | Año             |
| ---------------------------------- | ---------- | --------------- |
| ESCOM United                       | Malaui     | 2006-2009       |
| APR FC                             | Ruanda     | 2010            |
| Orlando Pirates                    | Sudáfrica  | 2010-2012       |
| Cape Umoya United F.C.             | Sudáfrica  | 2012            |
| Orlando Pirates                    | Sudáfrica  | 2012            |
| ESCOM United FC                    | malaui     | 2012-2013       |
| Clube de Desportos do Maxaquene    | Mozambique | 2013-2014       |
| Clube de Desportos da Costa do Sol | Mozambique | 2014-2015       |
| Nyasa Big Bullets                  | Malaui     | 2015-2017       |
| Golden Arrows                      | Sudáfrica  | 2017            |
| Nyasa Big Bullets                  | Malaui     | 2017-2022       |
| Mighty Wanderers FC                | Malaui     | 2022-Actualidad |